# Projecte Softball Gavanenc
El Projecte Softball Gavanenc (PS Gavanenc) és un club de softbol de Gavà, fundat l'any 2004 per Andrés Iborra.
Dedicat a la pràctica i a la formació base del softbol, conté equips en totes les categories inferiors. Ha guanyat diversos campionats d'Espanya en categoria cadet i juvenil. També organitza el Torneig Internacional de softbol a Gavà, Al llarga de la seva història, l'equip sènior ha aconseguit dos Campionats de Catalunya (2015 i 2018) i ha participat en competicions estatals. Disputa els seus partits al Camp Municipal de Beisbol Can Torelló.

## Palmarès
- 2 Campionat de Catalunya de softbol: 2015 i 2018